# Militärflugplatz Jokkmokk

i7
i11
i13
Der Militärflugplatz Jokkmokk (englisch Jokkmokk Airbase, schwedisch Jokkmokks flygbas, ICAO-Code: ESNJ) ist ein schwedisches Militärflugplatzgelände auf der Höhe des Polarkreises. Die Airbase befindet sich etwa neunzehn Kilometer südöstlich von Jokkmokk, nordwestlich von Vuollerim in der Provinz Norrbotten.
Der als Luftwaffenstützpunkt Anl 189 in den 1940er Jahren erbaute Flugplatz bestand ursprünglich aus vier Flugplätzen, die zu einem stillgelegten Luftwaffenstützpunkt der Systembasis Bas90 (Flygvapnet kod Fält 49) gehörten. Das Jokkmokk-Flugfeld 49 war die größte Basis im Bas90-System.
Im Jahr 1979 wurde die östliche Start- und Landebahn 14/32 mit einer Bahnlänge von 2000 Metern ausgebaut, die von der Zivilluftfahrt genutzt werden kann. Jokkmokk Airbase wird heute von der schwedischen Luftwaffe nur noch als Trainingsflugplatz für Transport- und Hubschraubereinheiten verwendet.